# Чемпіонат світу з хокею із шайбою 1997 (група С)
Чемпіонат світу з хокею із шайбою 1997 (група С) — чемпіонат світу з хокею із шайбою, який проходив в період з 22 березня по 28 березня 1997 року в естонських містах Таллінн та Кохтла-Ярве.

## Попередній раунд

### Група А
| Збірна   | М | В | Н | П | Ш     | О | Японія | Естонія | Угорщина | Литва |
| -------- | - | - | - | - | ----- | - | ------ | ------- | -------- | ----- |
| Японія   | 3 | 2 | 1 | 0 | 11-3  | 5 |        | 2-2     | 6-1      | 3-0   |
| Естонія  | 3 | 1 | 2 | 0 | 18-12 | 5 | 2-2    |         | 5-5      | 11-5  |
| Угорщина | 3 | 1 | 1 | 1 | 11-11 | 3 | 1-6    | 5-5     |          | 5-0   |
| Литва    | 3 | 0 | 0 | 3 | 5-19  | 0 | 0-3    | 5-11    | 0-5      |       |

### Група В
| Збірна   | М | В | Н | П | Ш    | О | Україна | Словенія | Румунія | КНР  |
| -------- | - | - | - | - | ---- | - | ------- | -------- | ------- | ---- |
| Україна  | 3 | 3 | 0 | 0 | 17-3 | 6 |         | 3-2      | 7-0     | 7-1  |
| Словенія | 3 | 2 | 0 | 1 | 18-4 | 4 | 2-3     |          | 5-0     | 11-1 |
| Румунія  | 3 | 2 | 0 | 1 | 6-17 | 2 | 0-7     | 0-5      |         | 6-5  |
| Китай    | 3 | 0 | 0 | 3 | 7-24 | 0 | 1-7     | 1-11     | 5-6     |      |

## Фінальний раунд

### 1— 4 місця
| Збірна   | М | В | Н | П | Ш   | О | Україна | Словенія | Естонія | Японія |
| -------- | - | - | - | - | --- | - | ------- | -------- | ------- | ------ |
| Україна  | 3 | 2 | 1 | 0 | 7-5 | 5 |         | 3-2      | 2-1     | 2-2    |
| Словенія | 3 | 1 | 1 | 1 | 9-7 | 3 | 2-3     |          | 3-3     | 4-1    |
| Естонія  | 3 | 0 | 2 | 1 | 6-7 | 2 | 1-2     | 3-3      |         | 2-2    |
| Японія   | 3 | 0 | 2 | 1 | 5-8 | 2 | 2-2     | 1-4      | 2-2     |        |

### 5— 8 місця
| Збірна   | М | В | Н | П | Ш     | О | Румунія | Угорщина | КНР | Литва |
| -------- | - | - | - | - | ----- | - | ------- | -------- | --- | ----- |
| Румунія  | 3 | 3 | 0 | 0 | 15-8  | 6 |         | 2-0      | 6-5 | 7-3   |
| Угорщина | 3 | 2 | 0 | 1 | 12-5  | 4 | 0-2     |          | 7-3 | 5-0   |
| Китай    | 3 | 1 | 0 | 2 | 14-16 | 2 | 5-6     | 3-7      |     | 6-3   |
| Литва    | 3 | 0 | 0 | 3 | 6-18  | 0 | 3-7     | 0-5      | 3-6 |       |

Збірна Японії отримавши квоту від Азії потрапила до Групи A. Україна, Словенія та Естонія також підвищились у класі до Групи В. Через реформи у форматі чемпіонатів світу Групу С жодна збірна не покинула.
Склад переможців:
| Воротарі: Юрій Шундров, Костянтин Сімчук. Захисники: Андрій Овчинников, Володимир Кирик, Артем Остроушко, Сергій Гаркуша, Олександр Савицький, Владислав Шевченко, Ігор Юрченко, Андрій Савченко. Нападники: Сергій Земченко, Василь Василенко, Віктор Гончаренко, Роман Сальников, Олександр Зіневич, Данило Дідковський, Вадим Шахрайчук, Василь Бобровников, Анатолій Найда, Дмитро Марковський, Валентин Олецький, Владислав Зозовський. |